# Blue Ridge Mountains
Die Blue Ridge Mountains sind ein Gebirgszug im Osten der USA. Sie sind ein Teil der Appalachen. Der zu ihnen gehörige Mount Mitchell ist mit einer Höhe von 2037 m (6684 Fuß) der höchste Berg der Gebirgskette und zugleich die höchste Erhebung Nordamerikas östlich des Mississippi.

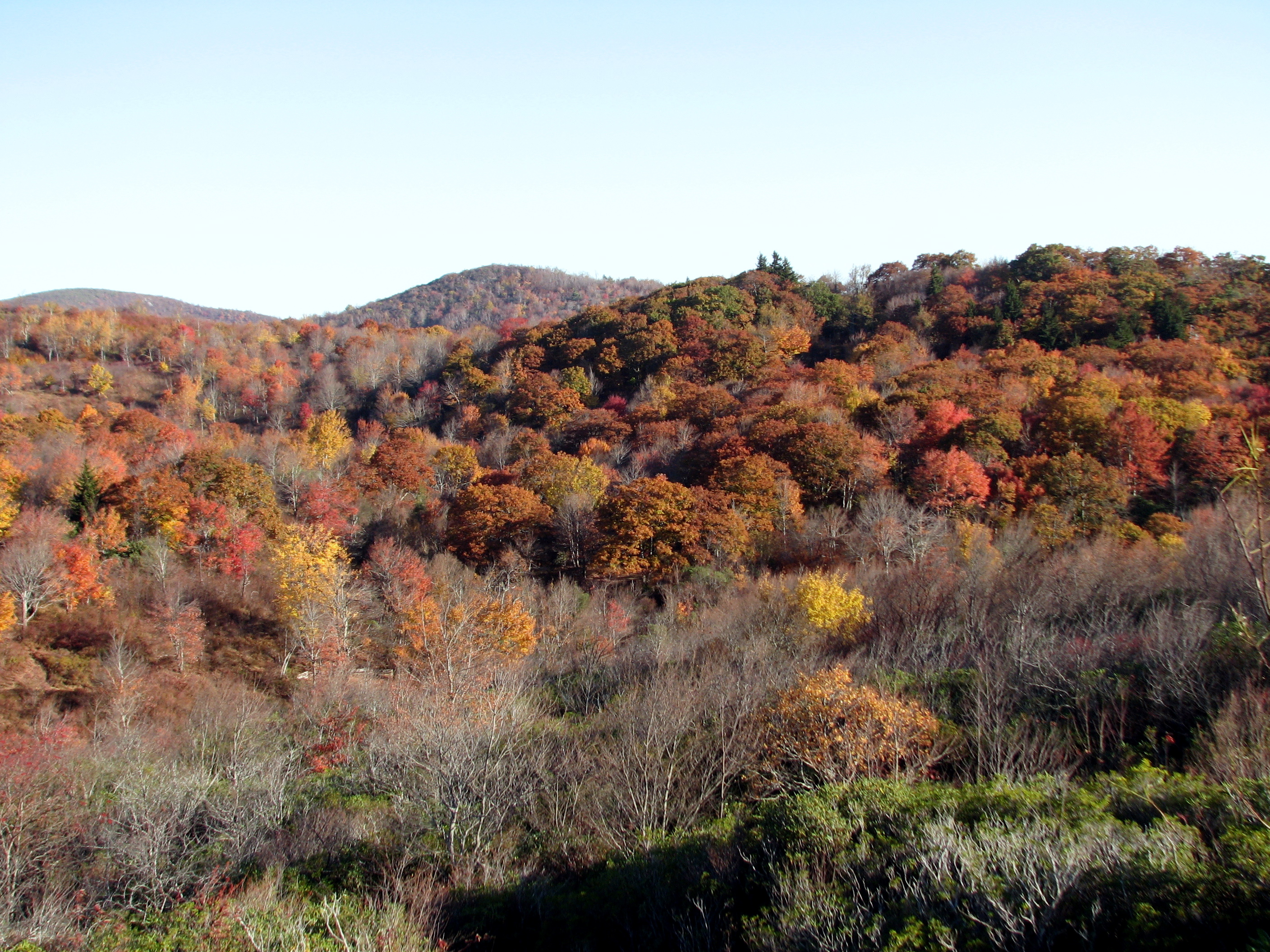
Herbst in den Blue Ridge Mountains

Auf den Blue Ridge Mountains verläuft der Blue Ridge Parkway. Der Parkway führt in weiten Teilen entlang der Bergkämme und wurde während der Great Depression ab 1935 im Rahmen des New Deals von Bundes- und Staatsbehörden unter Mitarbeit der Works Progress Administration und des Civilian Conservation Corps erbaut.
In John Denvers Lied Take Me Home, Country Roads (1971) werden die Blue Ridge Mountains erwähnt (obgleich sich das Lied vor allem auf West Virginia bezieht, das von diesem Gebirgszug kaum berührt wird). Zudem spielt in dieser Gegend die Fernsehserie Die Waltons.